# Stenhomalus ogoouensis
Stenhomalus ogoouensis là một loài bọ cánh cứng trong họ Cerambycidae.